# Протести у Врадіївці
Протести у Врадіївці — протести у райцентрі Врадіївка Миколаївської області з 30 червня до 3 липня 2013 року, викликані груповим зґвалтуванням та замахом на вбивство жительки селища Врадіївки Ірини Крашкової. Потерпіла вказала на двох офіцерів міліції — Дмитра Поліщука та Євгена Дрижака, а також місцевого таксиста Рябиненка. Відмова суду та міліції затримати одного із підозрюваних викликала масові акції непокори у селищі, а згодом у всій країні.
Після масових протестів, які супроводжувались штурмом будівлі районного відділку міліції, звільнено з посади прокурора Врадіївського району, а також відсторонено від виконання обов'язків начальника Врадіївського РВВС та начальника УМВС у Миколаївській області Валентина Парсенюка.

## Передумови протестів
27 червня 2013 року до Врадіївської центральної районної лікарні була госпіталізована мешканка смт Врадіївка, яка повідомляла, що минулої ночі її зґвалтували та сильно побили. У свідченнях вона вказала на 2-х працівників поліції та місцевого жителя, який є таксистом. Як зазначила потерпіла, 26 червня близько півночі, коли вона поверталася з дискотеки, її силою втягнули в автомобіль, вивезли до лісосмуги. Там працівники міліції її зґвалтували, а пізніше разом з таксистом жорстоко побили, завдавши важких тілесних ушкоджень, в тому числі проламавши череп. Потерпіла, попри травми, зуміла дістатися до найближчого житла, де її відправили у Врадіївську центральну районну лікарню.
Спочатку сам факт зґвалтування правоохоронці намагалися заперечувати, а кримінальне провадження, попри наявність у потерпілої важких травм, спершу відкрили лише за статтею «нанесення легких тілесних ушкоджень».
Опритомнівши, потерпіла назвала нападників — капітана міліції Євгена Дрижака, лейтенанта Дмитра Поліщука і таксиста Рябиненка. Пізніше на повторному упізнанні, яке проходило в палаті потерпілої, вона ще раз вказала на Євгена Дрижака.
Наступного дня було затримано лише двох чоловіків, які підозрюються у вчиненні зґвалтування. Пізніше Прокурор Врадіївського району підтвердив, що один із затриманих є працівником міліції. Затриманими виявились лейтенант міліції Поліщук, який є племінником прокурора Заводського району Миколаєва, і таксист Рябиненко.
Капітан Євген Дрижак не був затриманий, бо, за свідченням записів камери спостереження та п'ятьох колег, він у той вчинення злочину нібито перебував на чергуванні.
Пізніше в райвідділку міліції був виявлений «чорний хід», через який капітан Дрижак міг вийти непоміченим в обхід камер спостереження, оскільки в цій частині будівлі їх не встановлено.
Ще одним чинником протестів стало нерозкриття зґвалтування і вбивства 15-річної школярки з Врадіївки Аліни Поркул, до якого, як підозрюють місцеві жителі, мають стосунок працівники міліції, зокрема Дрижак та Поліщук.

## Протести

### Початок протестів

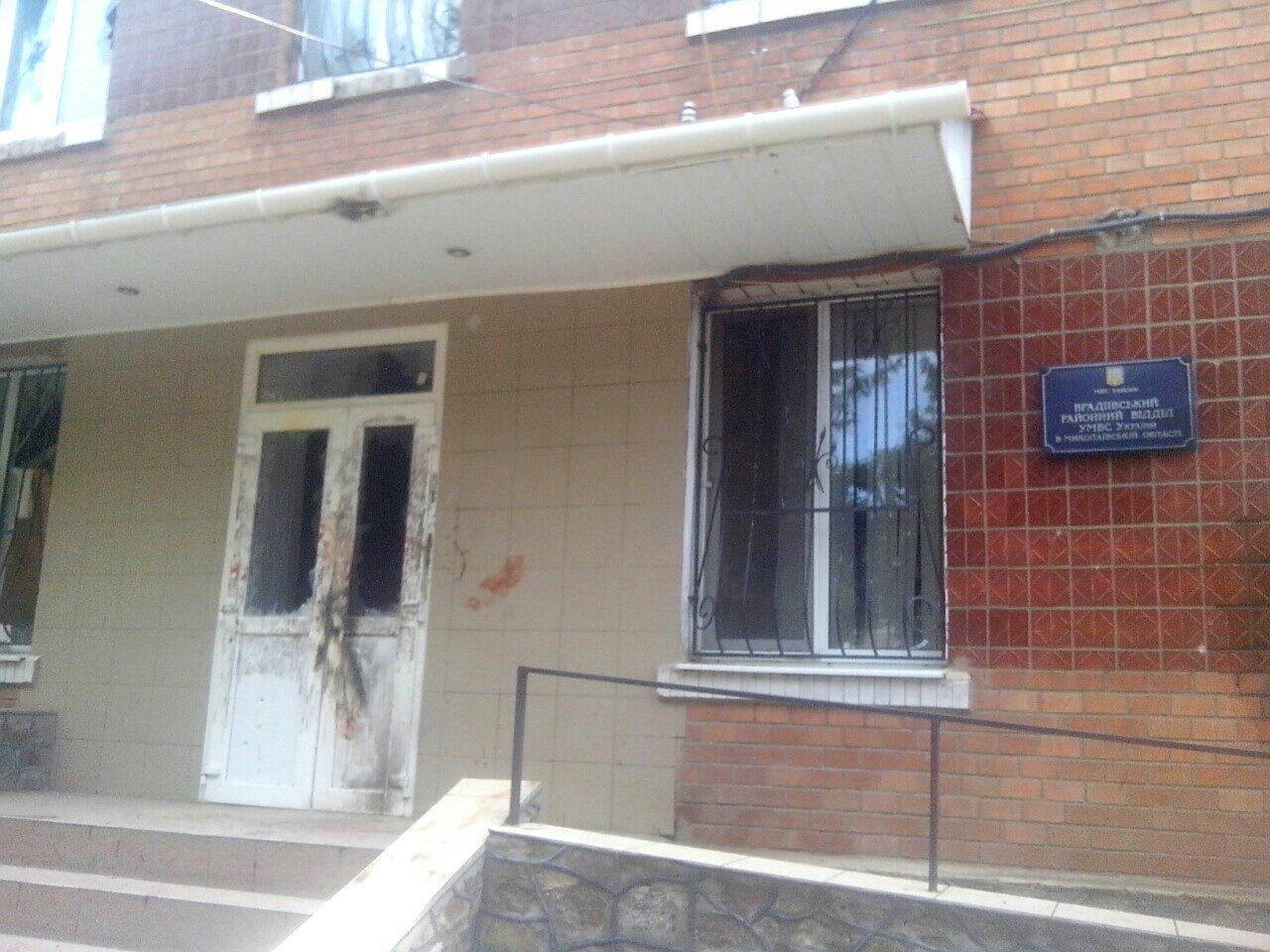
Райвідділ міліції після штурму

30 червня 2013 року жителі селища Врадіївка вийшли до районного відділку міліції з вимогою затримати капітана міліції Євгенія Дрижака, на якого вказала потерпіла. До селища було стягнуто сили спеціального підрозділу «Беркуту» МВС.
Ввечері того ж дня під будівлею районного суду відбувся мітинг місцевих жителів, в якому взяло участь понад 300 осіб, із вимогою обрати у вигляді запобіжного заходу для затриманих у справі зґвалтованої жінки тримання під вартою. Адвокати затриманих клопочуть перед судом, аби їх підзахисних відпустили під заставу. За твердженням порталу «Преступности.НЕТ», ситуацію у смт Врадіївка загострив той факт, що до жителів не вийшли ні селищний голова, ні голова Врадіївської РДА, ні інші представники влади, а до райцентру стягнуті міліцейські підрозділи з найближчих районів. Пізно ввечері учасники мітингу під судом вимагали затримання ще одного ґвалтівника — Євгена Дрижака. Коли 2-х затриманих намагались вивезти в автозаку із суду, то юрба перегородила дорогу машині, а в будівлю установи полетіло каміння та яйця. Із труднощами міліція вивезла підозрюваних із місця подій.

### Штурм райвідділку міліції

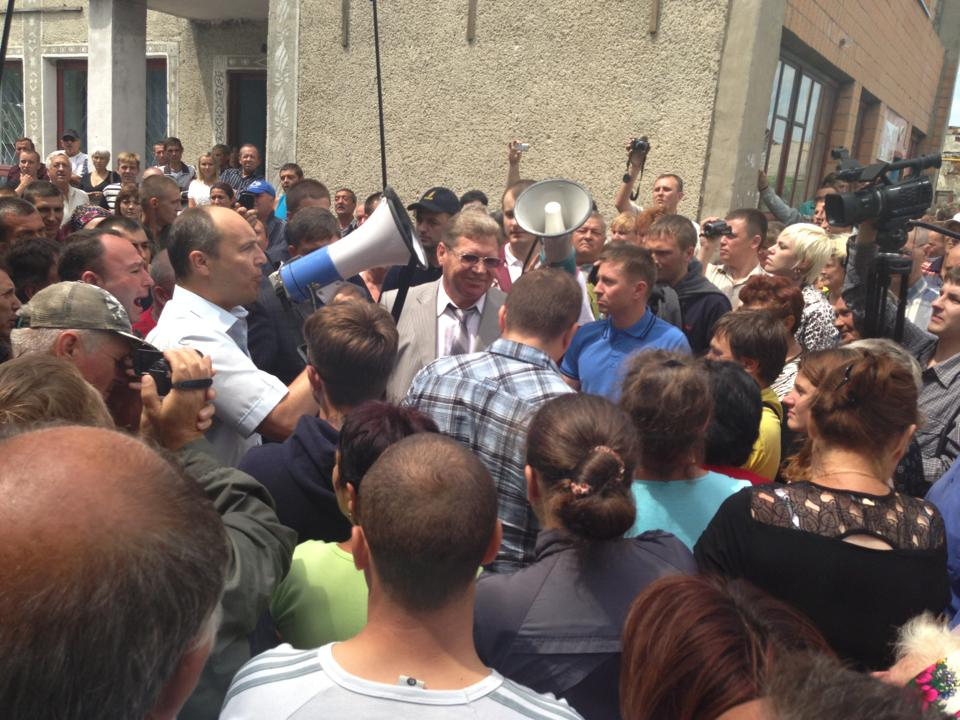
Протестувальники проганяють голову Миколаївської ОДА Миколу Круглова з мітингу

Вже 1 липня о 19 годині приблизно 1 тисяча мешканців Врадіївки зібралась біля районного відділу МВС із вимогою заарештувати капітана міліції Євгенія Дрижака. Близько 21 години до мітингувальників вийшов начальник УМВС в Миколаївській області генерал-майор Валентин Парсенюк. Побачивши в приміщенні райвідділу Євгена Дрижака, розлючені люди, схопивши палиці і каміння, спробували прорватися в будівлю. У відповідь міліціонери застосували сльозогінний газ, відбивши атаку. Швидка забрала кількох постраждалих, а громадяни, коли стемніло, вибили шибки в райвідділі. За фактом нападу на Врадіївський райвідділ міліції розпочато кримінальне провадження за ч. 4 ст. 296 Кримінального кодексу України («хуліганство, вчинене групою осіб») і за ч. 1 ст. 194 («умисне знищення або пошкодження майна»).

## Реакція
2 липня 2013 року стало відомо, що міністр внутрішніх справ Віталій Захарченко відсторонив від виконання обов'язків керівника Врадіївського РВВС та начальника УМВС в Миколаївській області Валентина Парсенюка. Пізніше стало відомо, що начальник Врадівського РВВС був звільнений.
Того ж дня під особистий контроль ситуацію з розслідування Генеральною прокуратурою України кримінальної справи у зґвалтуванні Ірини Крашкової взяв Президент України Віктор Янукович.
2 липня 2013 року депутати Верховної Ради від опозиційних фракцій зажадали негайного звіту міністра внутрішніх справ Віталія Захарченка перед депутатами. У своєму звіті міністр зазначив, що причиною протестів у Врадіївці є «безвідповідальне ставлення до виконання своїх обов'язків окремими працівниками, насамперед керівниками різного рівня та бажання створення уявного благополуччя», приховування місцевою міліцією інформації, через що МВС отримало оперативне зведення лише 29 червня 2013 року. Коментуючи перебіг розслідування справи, міністр зазначив, що результати експертизи будуть перевірятися також в Одесі та Києві, весь особовий склад районного відділення буде переатестовано, а до Врадіївки направлені працівники внутрішньої безпеки й інспекції особового складу для проведення службового розслідування. Він зазначив, що обрані форми протесту жителями Врадіївки є неприпустимими.
3 липня 2013 року опозиційні фракції у Верховній Раді України виступили із заявою, у якій вимагали звільнення місцевих чиновників, зокрема начальника Миколавського УМВС Валентина Парсенюка та Голови Миколаївської ОДА Миколи Круглова.

### Реакція політичних діячів
Народний депутат України Геннадій Москаль висловив думку, що Віталій Захарченко мав у перший день протестів виїхати до Врадіївки, а своїми бездарними діями влада спровокувала бунт, який назрівав з 2011 року, коли було вбито місцеву 15-ти річну дівчинку. Крім того, потерпілу мали доправити до госпіталю МВС або до Феофанії.
Колишній міністр внутрішніх справ України Юрій Луценко заявив, що після подій у Врадіївці райвідділок міліції має бути розпущено без права поновлення на роботі всіх його співробітників, а для зміни системи правоохоронних органів слід звільнити усіх їх співробітників і з нуля комплектувати ці відомства.
В той же час місцеві жителі розповіли, що свавілля міліціонерів у Врадіївці було і в 2006 році, коли МВС очолював сам Юрій Луценко.
Народний депутат України Едуард Леонов 3 липня виступив із заявою, що «протягом 3-х останніх років райвідділ міліції зґвалтував і вбив 5 жінок. Було катовано 5 чоловіків з примусом визнати себе винними у цих зґвалтуваннях і вбивствах. Троє з них повісилися, один помер вдома від тортур».

### Реакція громадських діячів та організацій
Профспілка атестованих працівників органів внутрішніх справ опублікувала заяву, у якій висловила співчуття постраждалій та зазначила, що причиною подій у Врадіївці стали «складні та глибинні» проблеми правоохоронної системи, що потребують вирішення на державному рівні, а міліція має «очиститися від нерадивих працівників, які нехтують честю та гідністю достойних правоохоронців».
Українська православна церква Київського патріархату виступила зі заявою про засудження злочину та про підтримку права людей на самостійний захист закону, коли міліція сама виявляється причетною в беззаконні.

### Переоцінка протестів після початкуЄвромайдану
Після початку протестів на Євромайдані багато журналістів почали розглядати їх як всеукраїнську Врадіївку, зазначаючи, що активна фаза Майдану (після побиття студентів) генетично дуже схожа на бунт проти свавілля влади у Врадіївці.

## Суспільний резонанс

### Мітинги проти свавілля міліції
| Місто            | Акції протесту |
| ---------------- | --- |
| Джанкой          | 6 липня 2013 року мітинг під назвою «Бандити та міліція — одна коаліція» пройшов під будівлею Джанкойського МВ МВС України. |
| Дніпропетровськ  | 3 липня 2013 пройшов мітинг біля будівлі МВС в підтримку мешканців Врадіївки.. |
| Донецьк          | 6 липня відбувся мітинг блогерів і громадських активістів біля Донецького обласного управління МВС. Крім подій у Врадіївці піднімали питання щодо безкарності працівників міліції Донецької області, які скоїли злочини. |
| Запоріжжя        | 5 липня користувачі соціальних мереж провели пікет біля Запорізької облдержадміністрації на підтримку жителів Врадіївки 18 липня відбувся ще один мітинг біля будівлі управління міліції у Запорізькій області на підтримку жителів Врадіївки та громадської активістки Раїси Радченко, яку суд відправив на примусове лікування до психіатричної лікарні. Також поряд відбувався «антифашистський» мітинг |
| Івано-Франківськ | 4 липня під будівлею Івано-Франківського обласного управління МВС пройшов мітинг «Ще трохи — й вибухне». В ході мітингу постраждав один міліціонер, який отримав опік від вибуху петарди. |
| Київ             | 2 липня 2013 року акція на підтримку протестувальників у Врадіївці відбулися на вулиці Банковій поблизу Адміністрації Президента України, на якому учасники висловили підтримку жителям селища й вимагали права на протест. 4 липня відбувся перфоманс біля будівлі Міністерства внутрішніх справ із вимогою відставки міністра МВС. |
| Кривий Ріг       | 5 липня 2013 року відбувся мітинг, організований ветеранами Афганістану та «Лігою підприємців Кривого Рогу». У мітингу взяли участь і представники опозиційних партій. |
| Луганськ         | 4 липня 2013 року невеликий пікет пройшов біля будівлі Луганської облдержадміністрації. |
| Львів            | 2 липня 2013 пікет відбувся біля обласного управління МВС з вимогою покарання і звільнення винних у зґвалтуванні. 3 липня львів'яни провели повторний пікет під будівлею обласного управління МВС. |

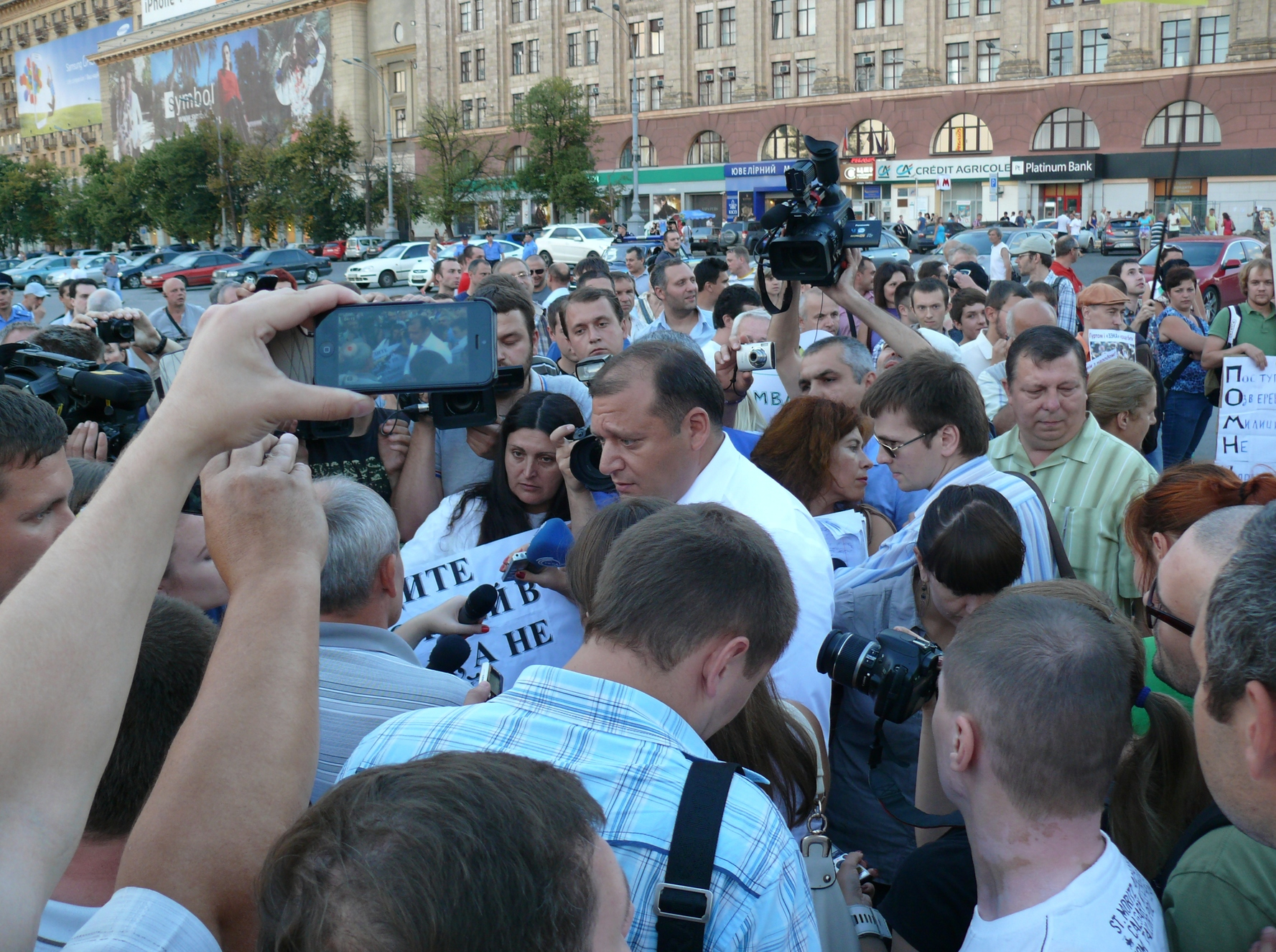
Мітинг в Харкові 5 липня 2013 року на площі Свободи проти міліцейського свавілля в зв'язку із протестами у Врадіївці.

| Миколаїв         | 4 липня 2013 року відбувся мітинг солідарності з жителями Врадіївки. Мітинг пройшов на площі Леніна. |
| Первомайськ      | 26 липня відбувся мітинг на центральній площі Первомайська проти свавілля міліції з вимогою створення слідчої комісії щодо зловживань працівниками Первомайського міськрайвідділу, її повного розформування, звільнення Людмили Нікітіної, а також звільнення Голови Миколаївської ОДА Миколи Круглова. Після цього мітингувальники рушили до Первомайського МРВВС, де резолюцію передали начальнику місцевого відділку міліції. Також перед мітингом повідомлялося, що до Первомайська стягуються спецпідрозділи «Беркуту» із сусідніх областей.                                             |
| Одеса            | 4 липня 2013 року на Театральній площі відбувся мітинг в підтримку жителів Врадіївки. Учасники мітингу підписали звернення про необхідність уведення виборності суддів і прокурорів |
| Сімферопіль      | 6 липня 2013 року мітинг пройшов біля будівлі головного управління МВС України в Криму. |
| Харків           | 5 липня 2013 відбулися два мітинги. Один мітинг, організований партією УДАР, пройшов біля будівлі Харківського обласного управління міліції. Другий мітинг, організований користувачами соціальних мереж, пройшов на площі Свободи біля будівлі Харківської облдержадміністрації. До мітингувальників на площі вийшов губернатор Михайло Добкін, вступив у дискусію з учасниками мітингу, засудив злочин у Врадіївці й перевертнів у погонах, висловився й з інших резонансних справах, пов'язаних з міліцією, таких, як конфлікт між суддею й міліцією в харківському ресторані «Старгород». |

### Сутички біля райвідділів міліції в інших містах

#### Київ
12 липня 2013 року під час сутичок приватних підприємців та громадських активістів на київському ринку «Шлях» у Святошинському районі постраждала активістка Коаліції учасників Помаранчевої революції від дій міліціонера, якого вона прохала говорити українською. Увечері того ж дня під стінами Святошинського РВВС у м. Києві відбулись масові сутички з міліцією, під час яких було пошкоджено огорожу та постраждало 6 правоохоронців.
Після цього міліція розпочала кримінальне провадження з метою покарання тих, хто штурмував райвідділ. Пізніше міністр внутрішніх справ Віталій Захарченко заявив, що ініціаторів штурму Святошинського райвідділку буде покарано, а у київській міліції заявили, що активістка сама наштовхнулась на руку міліціонера. Натомість народний депутат Володимир Ар'єв заявив, що знайшов «постраждалих» правоохоронців, які симулювали. Також активісти Соціал-Національної Асамблеї звернулись до міністра внутрішніх справ Віталія Захарченка з вимогою звільнити керівництво Святошинського РВВС та перевірити усі скарги громадян щодо його діяльності.
Також після подій під Святошинським РВВС його начальника Юрія Гладика було відсторонено від виконання обов'язків.
15 липня 2013 року відбулось пікетування Головного управління МВС у м. Києві з вимогою об'єктивного розслідувати побиття активістки Коаліції учасників помаранчевої революції на київському ринку «Шлях», припинення переслідування активістів за події під Святошинським РВВС, а також відставки начальника київської міліції Валерія Коряка.

#### Фастів
16 липня 2013 року учасники «Врадіївської ходи» з Врадіївки до Києва, за участі народного депутата від «УДАРу» Сергія Капліна, увірвались до Фастівського міськрайонного відділу міліції з вимогою допустити до кімнати, де, на думку громадськості, катували людей, а також проводили його пікетування, при цьому до райвідділу було стягнено працівників загону спецпризначення «Беркут».

### Протести у Смілі
У Смілі Черкаської області під час розшуку місцевого жителя, про зникнення якого звернувся до міліції його брат, зниклий, який раніше казав, що його катували міліціонери, ножем вбив одного міліціонера та поранив іншого. Після цього здійснив самогубство. Прокуратура порушила кримінальну справу проти правоохоронців про перевищення службових повноважень. Обурені діями прокуратури, працівники міліції та їх родичі 13 липня 2013 року перекрили на знак протесту трасу Київ — Черкаси, а також центральну вулицю міста.

### Кадрові зміни
2 липня 2013 року було звільнено начальника Врадіївського РВВС Віталія Синіцького, а виконувачем обов'язки начальника Врадіївського райвідділу міліції того ж дня було призначено підполковника міліції Валерія Кобу., Також було звільнено Дмитра Поліщука та Євгена Дрижака. Крім того, 2 липня було звільнено прокурора Врадіївського району Сергія Мочалка, але за тиждень його було переведено на посаду рядового працівника прокуратури Кривоозерського району Миколаївської області.
12 липня 2013 року стало відомо, що з МВС були звільнені начальник УМВС Миколаївської області Валентин Парсенюк, його заступник та начальник кадрового підрозділу УМВС. Загалом за результатом службового розслідування було звільнено 9 працівників міліції Миколаївської області, а ще три співробітники МВС попереджені про неповну посадову відповідність.

## «Врадіївська хода» до Києва та мітинг на Майдані Незалежності
13 липня 2013 року учасники «Врадіївської ходи» дістались Жашкова Черкаської області, де один з міліціонерів, якому наказали стежити за ними, написав рапорт про звільнення з органів внутрішніх справ, і приєднався до ходи.
16 липня 2013 року учасники «Врадіївської ходи» у м. Фастові Київської області увірвались міськрайонного відділу міліції через інформацію про наявність у будівлі кімнати для катувань, після чого пікет тривав цілий день та ніч з вимогою допустити до кімнати, де на думку громадськості, катують людей, а також покарати причетних до катувань.
Ввечері 17 липня 2013 року учасники «Врадіївської ходи» дійшли до м. Василькова, де відбувся мітинг проти свавілля міліції, а частина учасників цієї ходи в той же час дісталась Києва.
18 липня 2013 року відбувся мітинг під будівлею Міністерства внутрішніх справ України, під час якого відбулась зустріч жителів Врадіївки з Віталієм Захарченком. Пізніше протестувальники розпочали акцію на Майдані Незалежності.
Пізно ввечері 18 липня 2013 року спецпідрозділ «Беркут» розігнав наметовий табір мітингувальників на Майдані Незалежності. Під час сутичок, які тривали близько 40 хвилин, було знищено 2 намети та постраждали учасники акції протесту та журналісти, зокрема 5 каналу.
Після цього 7 учасників мітингу, які були напередодні були оштарфовані на суми від 85 до 107 гривень, а справи проти ще 2 були закриті за відсутністю складу злочину. 22 липня 2013 року Шевченківський районний суд м. Києва спочатку закрив справу про порушення порядку організації і проведення зборів, мітингів, вуличних походів і демонстрацій проти організатора Врадіївської ходи Василя Любарця, але того ж самого дня за іншим адміністративним протоколом з таким самим формулюванням його було заарештовано на 10 діб. Згодом ще одного координатора Врадіївської ходи Володимира Іванова було оштрафовано на 170 гривень
Після цього інциденту Національна спілка журналістів України та Незалежна медіа-профспілка України звернутись до Президента України Віктора Януковича з вимогою розслідувати інцидент, в якому постраждали журналісти, покарати винних, а також звільнити міністра внутрішніх справ Віталія Захарченка і провести реформу міліції. Також заяву з вимогою відставки Захарченка поширила Батьківщина. Також Незалежна медіа-профспілка України звернулась до Генерального прокурора України Віктора Пшонки з вимогою порушити кримінальне провадження проти Віталія Захарченка та інших керівників, причетних до розгону мітингу на Майдані Незалежності та побиття журналістів.
26 липня 2013 року Адміністративний окружний суд міста Києва ухвалив рішення про заборону учасникам «врадіївської ходи» проводити мирне зібрання на Майдані Незалежності, але вони відмовились полишати місце мітингу.
27 липня 2013 року на Майдані Незалежності відбулась ще одна акція проти міліцейського свавілля, під час якої, за інформацією правоохоронних органів, було затримано 10 осіб, а за інформацією протестувальників — 6 осіб, які були з державними прапорами, а також чоловіка та жінку, які намагались запустити повітряні кульки з перекресленим портретом Януковича. Пізніше суд присудив 6-м учасникам акції штраф у сумі 170 грн. кожному.

## Лікування потерпілої
2 липня 2013 року потерпіла Ірина Крашкова була доправлена до Миколаївської лікарні. Її палату було взято під охорону співробітниками спецпідрозділу СБУ «Альфа».

## Розслідування
2 липня 2013 року Генеральний прокурор України Віктор Пшонка після наради з керівництвом МВС та СБУ заявив, що вимагає від керівників цих силових відомств Віталія Захарченка та Олександра Якименка відповідно до кінця тижня надати звіту щодо подій у Врадіївці та пояснень чому у спецповідомленнях не було вказано про факт зґвалтування 29-річної дівчини. Він також дав вказівки щодо активізації розслідування кримінальних проваджень по факту вбивств минулих років у Врадіївському районі.
2 липня стало відомо, що старший лейтенант Євген Дрижак, арешту якого вимагають протестувальники і який за словами постраждалої причетний до зґвалтування, перебуває у Миколаївській обласній прокуратурі. 3 липня за рішенням суду він був заарештований.
5 липня судом у Миколаєві за підозрою в приховуванні злочину про зґвалтування був заарештований заступник начальника РВВС у Врадіївці Михайло Кудринский.
9 липня 2013 року Миколаївська обласна прокуратура повідомила, що кров Ірини Крашкової була знайдена у машині таксиста Сергія Рябиненка, який почав давати свідчення, що у зґвалтуванні брали участь Дмитро Поліщук та Євген Дрижак.
12 липня 2013 року було опубліковані висновки внутрішнього розслідування, у якому зазначено, що «серед основних причин, що призвели до надзвичайної події з участю працівників міліції, — відчуття безкарності та кругова порука, на яких базувалася діяльність частини працівників Врадіївського райвідділу».
21 липня стало відомо, що на думку адвокатів Ірини Крашкової ця справа має бути перекваліфікована із «розбійного нападу із заподіянням тяжких тілесних ушкоджень та зґвалтування» на «закінчений замах на умисне вбивство».
26 липня 2013 року за участю Ірини Крашкової було проведено слідчий експеримент з метою відтворення подій, які сталися у ніч зґвалтування.

### Додаткові обставини
Як зазначив журналіст Володимир Бойко, 18 червня у спробі рейдерського захоплення «Агрофірми Корнацьких» у селі Чаусове Друге Первомайського району Миколаївської області брали участь правоохоронці з Врадіївського райвідділку міліції, а Євген Дрижак є довіреною особою Парсенюка в цьому райвідділку. Награбоване зерно в Первомайському районі звозили саме до Врадіївського елеватора.
25 липня 2013 року стало відомо, що у діях Дмитра Поліщука та Євгена Дрижака виявлено низку службових злочинів, вчинених під час їх служби у міліції.